# Yakudoshi

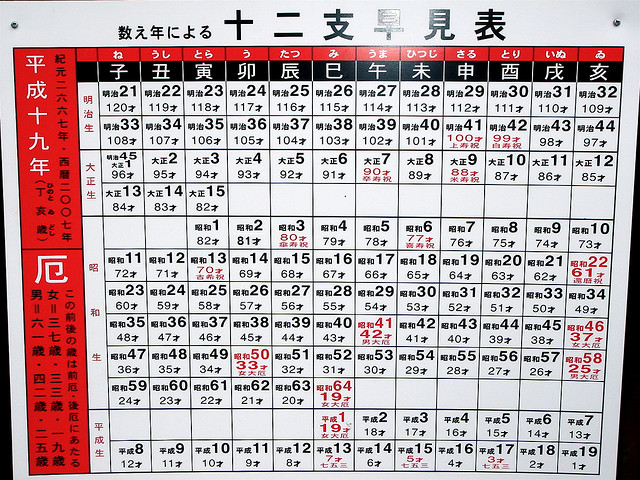
Tableau des années de mauvaise chance sur un calendrier de type chinois.

Yakudoshi (厄年) est un ensemble de croyances japonaises en des « âges malchanceux ». D'abord proposé à l'époque de Heian, tant leur existence que leur validité scientifique sont discutables. Néanmoins, il s'agit d'une coutume solidement ancrée dans la croyance au Japon.

## Histoire
Cette croyance passe pour être issue de la cosmologie japonaise traditionnelle onmyōdō mais il n'existe cependant aucune source définitive à ce sujet. Les âges exacts dont les années sont dites yakudoshi diffèrent également selon les sources.
L'Irohajiruishou (色葉字類抄) de l'époque de Heian indique par exemple que les âges 13, 25, 37, 49, 61, 73, 85, 97 sont malchanceux. D'un autre côté, le Shuugaishou (拾芥抄) de l'époque de Kamakura pose que les âges 13, 25, 37, 49, 61, 73 et 99 sont des années yakudoshi. Une source du XVIe siècle, Kanei (寛永), donne 13, 25, 37, 49, 61, 85 et 99. Plus récemment, selon l'enseignement bouddhiste, les âges de 7, 13, 33, 37, 42, 49, 52, 61, 73, 85, 97 et 105 sont considérés comme malchanceux. Ce désaccord entre les sources est un reflet de l'évolution de la théorie au cours du temps.
Les concepts de yin et Yang peuvent être à l'origine de la croyance en bonnes et mauvaises années. L'homophonie a aussi pu jouer un rôle, par exemple 42 → 4 2 → shi ni → mort.

## Périodes néfastes
Les années néfastes sont différentes pour les hommes et les femmes. Selon la tradition, 25, 42, 61 sont néfastes pour les hommes et 19, 33, 37 le sont pour les femmes, la période néfaste commençant en fait au Nouvel An précédant l'anniversaire fatidique. Le 42 et le 33 en particulier seraient des années dangereuses avec risque de grand malheur, par conséquent beaucoup pensent qu'il est nécessaire de prendre des précautions à l'avance. Des précautions sont d'ailleurs aussi conseillées l'année précédant et l'année suivant les années néfastes. Durant l'année précédente, appelée maeyaku, un présage est supposé apparaître.
Dans les sanctuaires Hachiman est pratiqué les 18 et 19 janvier un rituel harae appelé yakubarai (厄払い) au cours duquel un prêtre récite une prière en agitant une baguette ōnusa au-dessus de ceux qui vont entrer dans une année yakudoshi ou maeyaku. Il est possible aussi de se procurer des talismans à porter sur soi ou à placer en évidence au domicile.
Il n'y a aucune preuve à l'appui de l'existence des yakudoshi et c'est donc une superstition. Certains partisans de cette théorie mettent en avant que ces âges correspondent pour chacun des deux sexes à des modes de vie les exposant particulièrement aux accidents et maladies, mais les statistiques ne le confirment pas.